# Araucaria heterophylla
Il pino di Norfolk (Araucaria heterophylla (Salisb.) Franco) è un albero della famiglia delle Araucariacee. È anche nota con il sinonimo Araucaria excelsa.

## Etimologia
Il nome specifico heterophylla viene dal greco antico: ἕτερος?, héteros ("differente") e φυλλα, phýlla ("foglie").

## Distribuzione
Allo stato naturale è endemica dell'isola australiana di Norfolk, essendone anche il simbolo e comparendo sulla sua bandiera.

## Descrizione
Nell'habitat originario è un albero che può raggiungere i 50-70 m, in coltivazione raggiunge altezze generalmente inferiori, non più di 25 m. 
Il portamento è eretto, la ramificazione è orizzontale con rametti verticillati con 4-7 elementi. La chioma risulta di forma piramidale.
La corteccia è grigio-brunastra. Il legno è usato per costruzioni navali. 
Le foglie sono di due tipi (da qui il nome scientifico): nei rami più giovani sono non pungenti, di colore verde chiaro; nei rami adulti sono più corte, imbricate e con apice rigido di color verde brillante.
I fiori maschili sono a grappolo, lunghi 4 cm; quelli femminili sono più larghi che lunghi e hanno squame triangolari con una brattea. Producono uno strobilo arrotondato di circa 10 cm di lunghezza e 11 di larghezza, con un seme alato di grandi dimensioni per ogni squama.

## Coltivazione
La pianta non sopporta il gelo. Per il resto è poco esigente, cresce anche su terreni poveri e sabbiosi, ma comunque profondi; di crescita veloce, resiste ai venti anche forti; è molto usata (nelle località dove il clima lo consente) nei giardini di grandi dimensioni, specie in riva al mare; gli esemplari giovani si possono tenere in vaso: infatti viene anche chiamata abete da appartamento, dato che è usata per la decorazione di interni.